# La Liga 1961–62
La Liga 1961–62 là mùa giải thứ 31 của La Liga kể từ khi nó được thành lập. Giải đấu bao gồm các câu lạc bộ sau:
| - Athletic Bilbao - Atlético Madrid - FC Barcelona - Elche CF - RCD Espanyol - RCD Mallorca - CA Osasuna - Racing de Santander |  | - Real Betis - Real Madrid C.F. - Real Oviedo - Real Sociedad - Real Zaragoza - Sevilla FC - CD Tenerife - Valencia CF |

## Bảng xếp hạng
| Vị trí | Câu lạc bộ          | Số trận | T  | H  | Th | BT | BB | Điểm | HS  |                                 |
| ------ | ------------------- | ------- | -- | -- | -- | -- | -- | ---- | --- | ------------------------------- |
| 1      | Real Madrid C.F.    | 30      | 19 | 5  | 6  | 58 | 24 | 43   | 34  | Vô địch La Liga                 |
| 2      | FC Barcelona        | 30      | 18 | 4  | 8  | 81 | 46 | 40   | 35  |                                 |
| 3      | Atlético Madrid     | 30      | 15 | 6  | 9  | 50 | 36 | 36   | 14  |                                 |
| 4      | Real Zaragoza       | 30      | 15 | 5  | 10 | 70 | 51 | 35   | 19  |                                 |
| 5      | Athletic Bilbao     | 30      | 12 | 8  | 10 | 52 | 38 | 32   | 14  |                                 |
| 6      | Sevilla FC          | 30      | 12 | 7  | 11 | 48 | 45 | 31   | 3   |                                 |
| 7      | Valencia CF         | 30      | 12 | 7  | 11 | 50 | 50 | 31   | 0   |                                 |
| 8      | Elche CF            | 30      | 10 | 9  | 11 | 52 | 55 | 29   | -3  |                                 |
| 9      | Real Betis          | 30      | 10 | 8  | 12 | 39 | 51 | 28   | -12 |                                 |
| 10     | Real Oviedo         | 30      | 10 | 7  | 13 | 27 | 47 | 27   | -20 |                                 |
| 11     | RCD Mallorca        | 30      | 11 | 5  | 14 | 30 | 47 | 27   | -17 |                                 |
| 12     | CA Osasuna          | 30      | 10 | 7  | 13 | 54 | 59 | 27   | -5  |                                 |
| 13     | RCD Espanyol        | 30      | 8  | 10 | 12 | 45 | 55 | 26   | -10 | Xuống hạng tới Segunda División |
| 14     | Racing de Santander | 30      | 11 | 4  | 15 | 35 | 54 | 26   | -19 | Xuống hạng tới Segunda División |
| 15     | Real Sociedad       | 30      | 9  | 5  | 16 | 37 | 49 | 23   | -12 | Xuống hạng tới Segunda División |
| 16     | CD Tenerife         | 30      | 6  | 7  | 17 | 33 | 57 | 19   | -24 | Xuống hạng tới Segunda División |

## Cúp Pichichi
| Cầu thủ        | Bàn thắng | Clb           |
| -------------- | --------- | ------------- |
| Juan Seminario | 25        | Real Zaragoza |